# Jezerní slať
Jezerní slať je rašeliniště a bývalá přírodní památka v okrese Prachatice. Nachází se na Šumavě (Šumavské pláně), necelé dva kilometry jihovýchodně od Horské Kvildy a 3 km od Kvildy, na katastrálním území obce Kvilda. Je součástí NP Šumava, jehož je I. zónou. Ochrana tohoto území byla poprvé vyhlášena v roce 1933 na ploše 34 ha.

## Historie

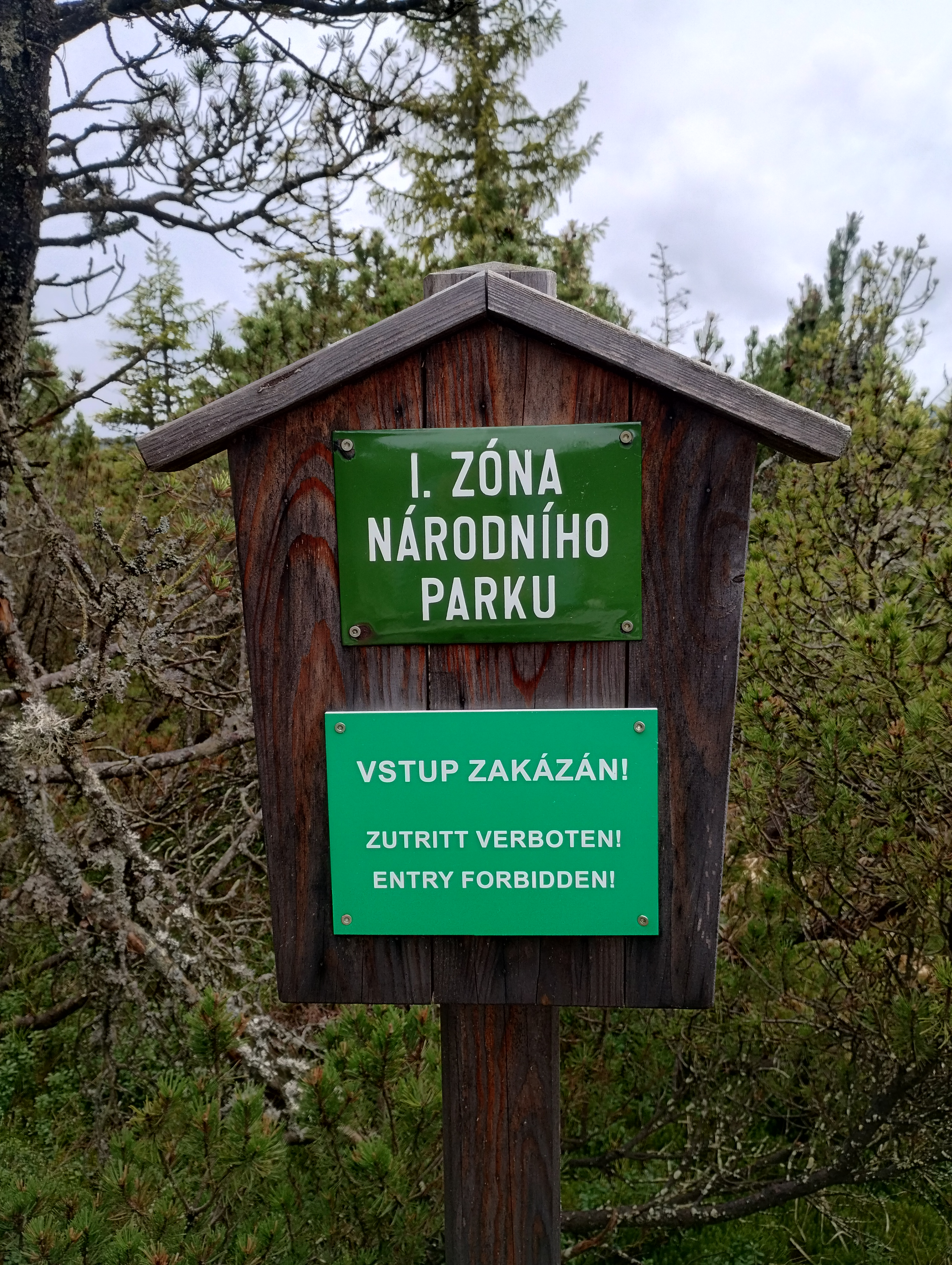
Upozornění na I. zónu NP

V 19. a 20. století byla pravá část rašeliniště odvodněna a zčásti vytěžena. Těžba byla ukončena vyhlášením rezervace v roce 1933, i dnes jsou však následky těžby patrné, např. absencí klečového porostu v některých partiích slatě.
Přírodní památka byla 15. ledna 2017 zrušena a lokalita je nadále chráněna jako první zóna národního parku Šumava.

## Vodstvo a podnebí

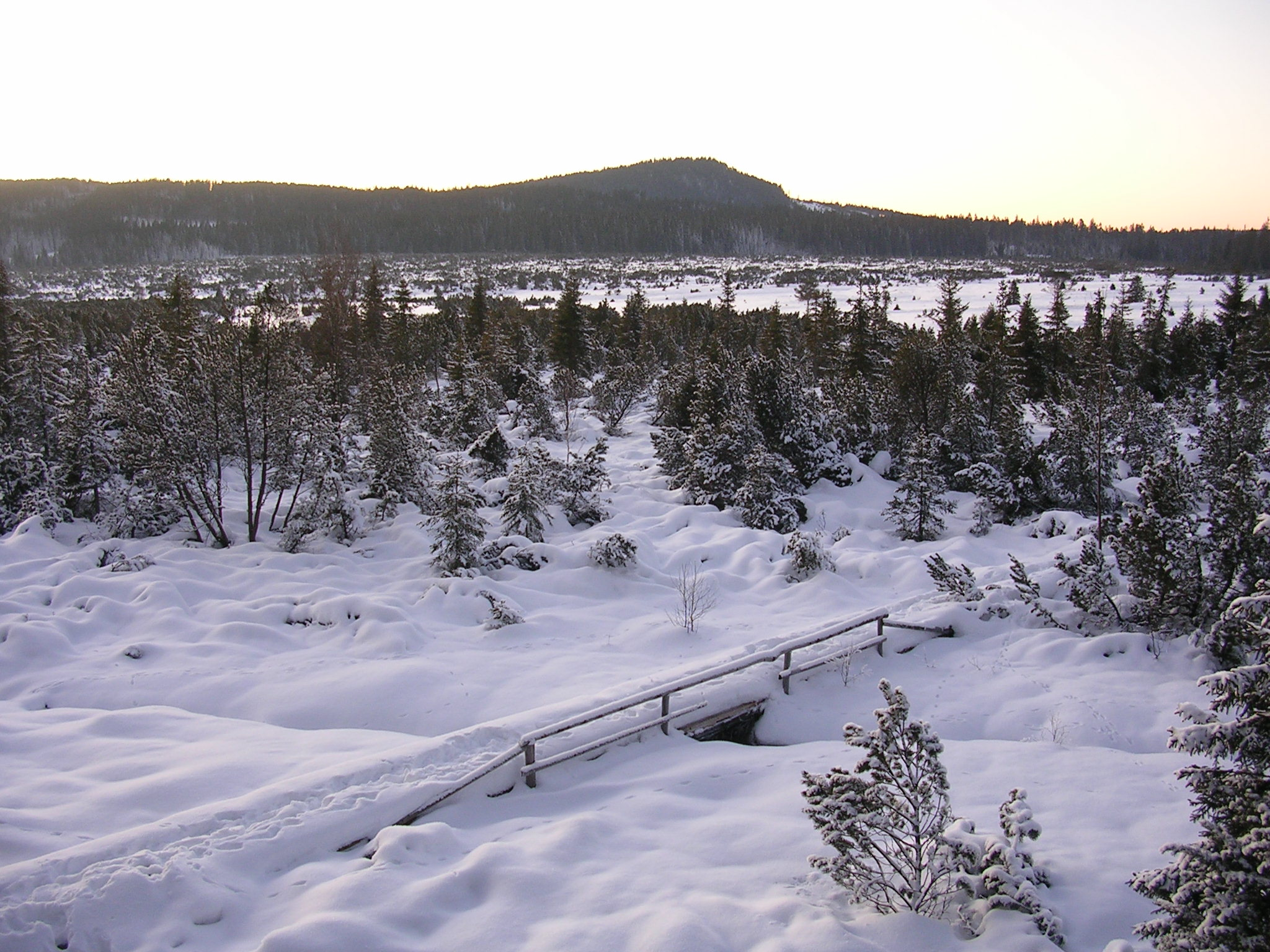
Jezerní slať v zimě

Jedná se o rašeliniště rozvodnicového typu, menší část (cca 15 procent) je odvodňována Hamerským potokem do Vydry, zbytek (cca 85 procent) Kvildským potokem do Vltavy. Rozloha slatě je 103,5 ha, nachází se ve výšce 1057–1075 m n. m.. Celková rozloha chráněného území po spojení s I. zónou Kvildského potoka činí 208 ha. Průměrná hloubka rašeliny je 2,5 m, nejvyšší mocnost rašeliny je 7,6 m v severozápadní neporušené části slatě. Průměrný roční úhrn srážek v oblasti Jezerní slatě činí 1200–1300 mm. Průměrná roční teplota se pohybuje okolo 2 °C a pravidelně jsou zde zaznamenávána teplotní minima.  Název slať dostala od dnes již rašeliníky zarostlého jezírka. Malé jezírko o rozloze 292 m² se zachovalo v severozápadním rohu rezervace.

## Přístup
Nejjednodušší přístup k Jezerní slati je z turistického parkoviště u silnice II/169 z Kvildy do Horské Kvildy. Od parkoviště vede přístupová cesta ke 120 m dlouhému povalovému chodníku. Na okraji rašeliniště se nachází dřevěná rozhledna, ze které je možné zhlédnout celou rozlohu rašeliniště i s dominantním vrcholem Antýglu v pozadí.

## Fauna a flóra

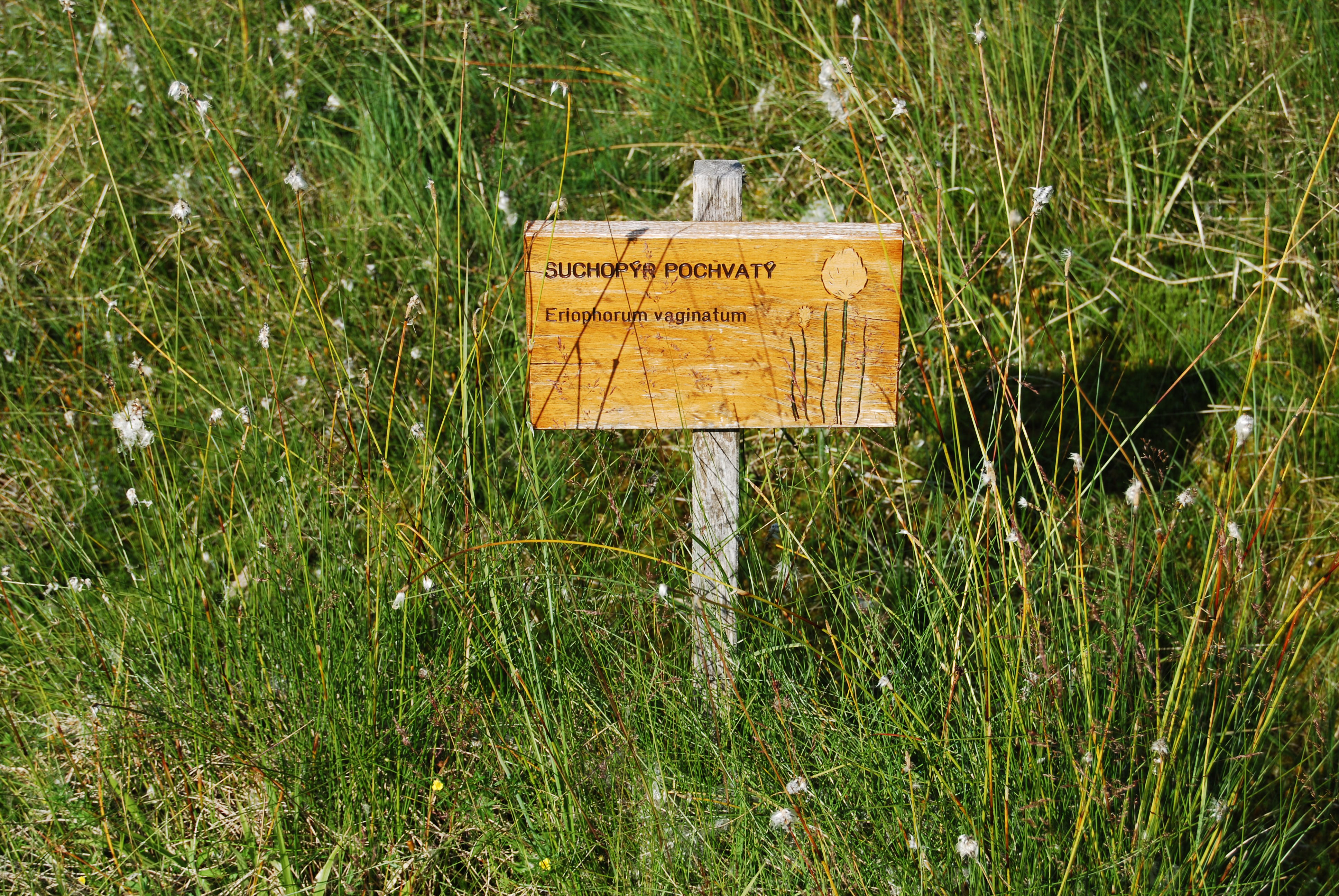
Suchopýr pochvatý

Na slati se vyskytuje velké množství rostlin, ve střední Evropě velmi vzácných. Patří mezi ně bříza zakrslá, která nedosahuje výšky větší než 50 cm, suchopýr pochvatý, kleč horská a mnoho dalších.  Vzácní živočichové jsou zastoupeni tetřívkem obecným, rysem ostrovidem nebo myšivkou horskou. 

## Galerie

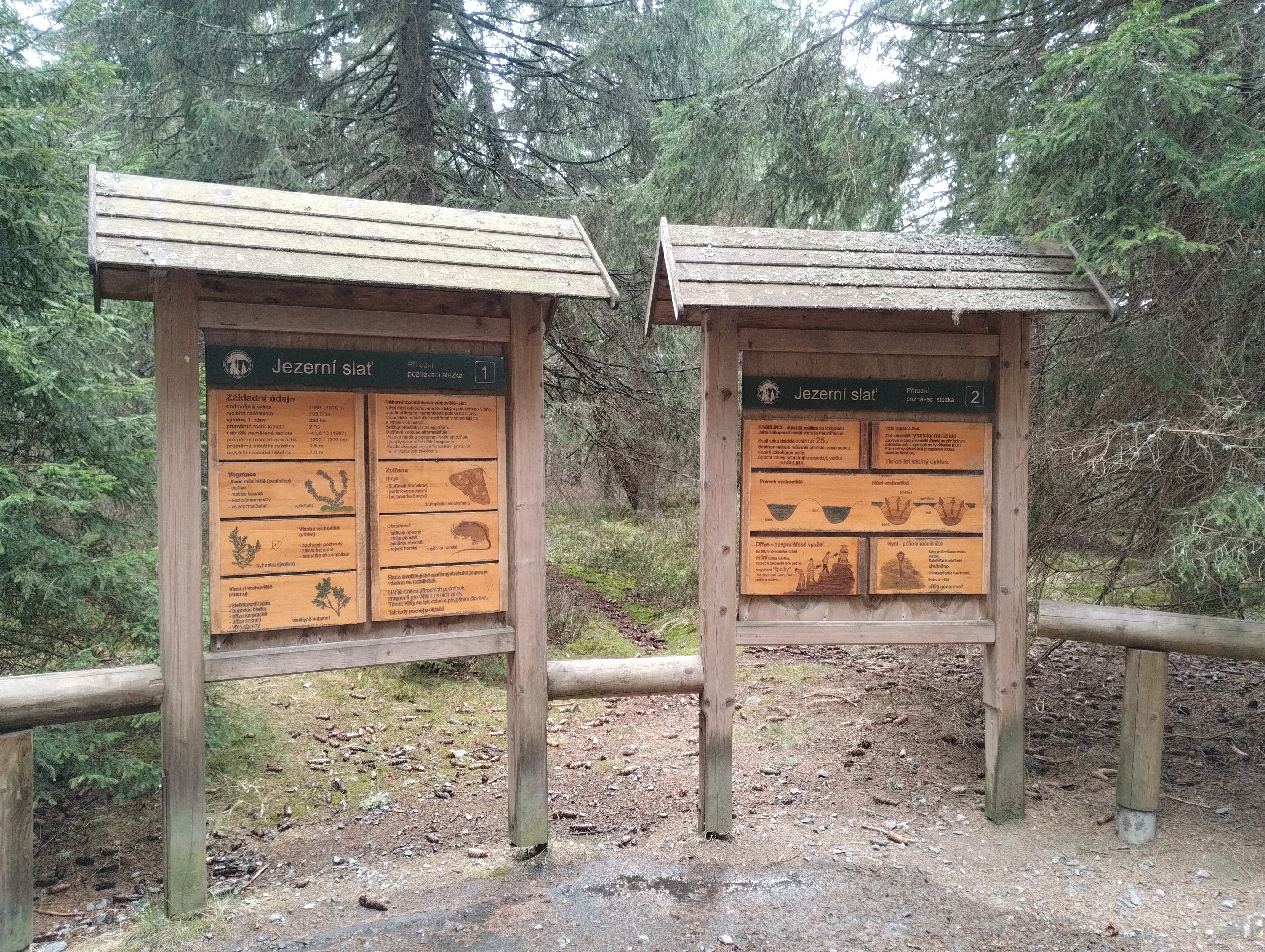
Informační panely u Jezerní slati
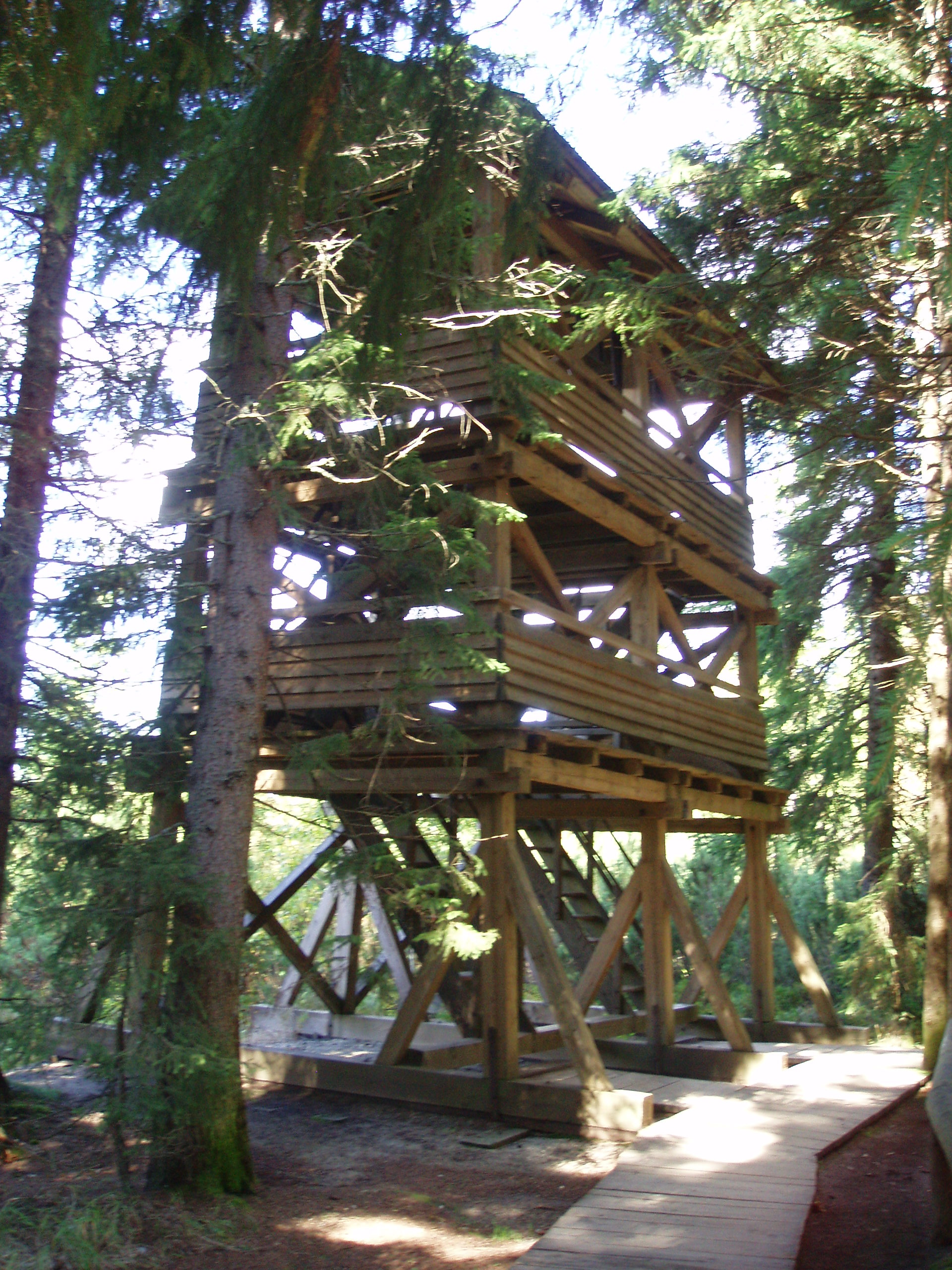
Dvojpodlažní pozorovatelna u Jezerní slati
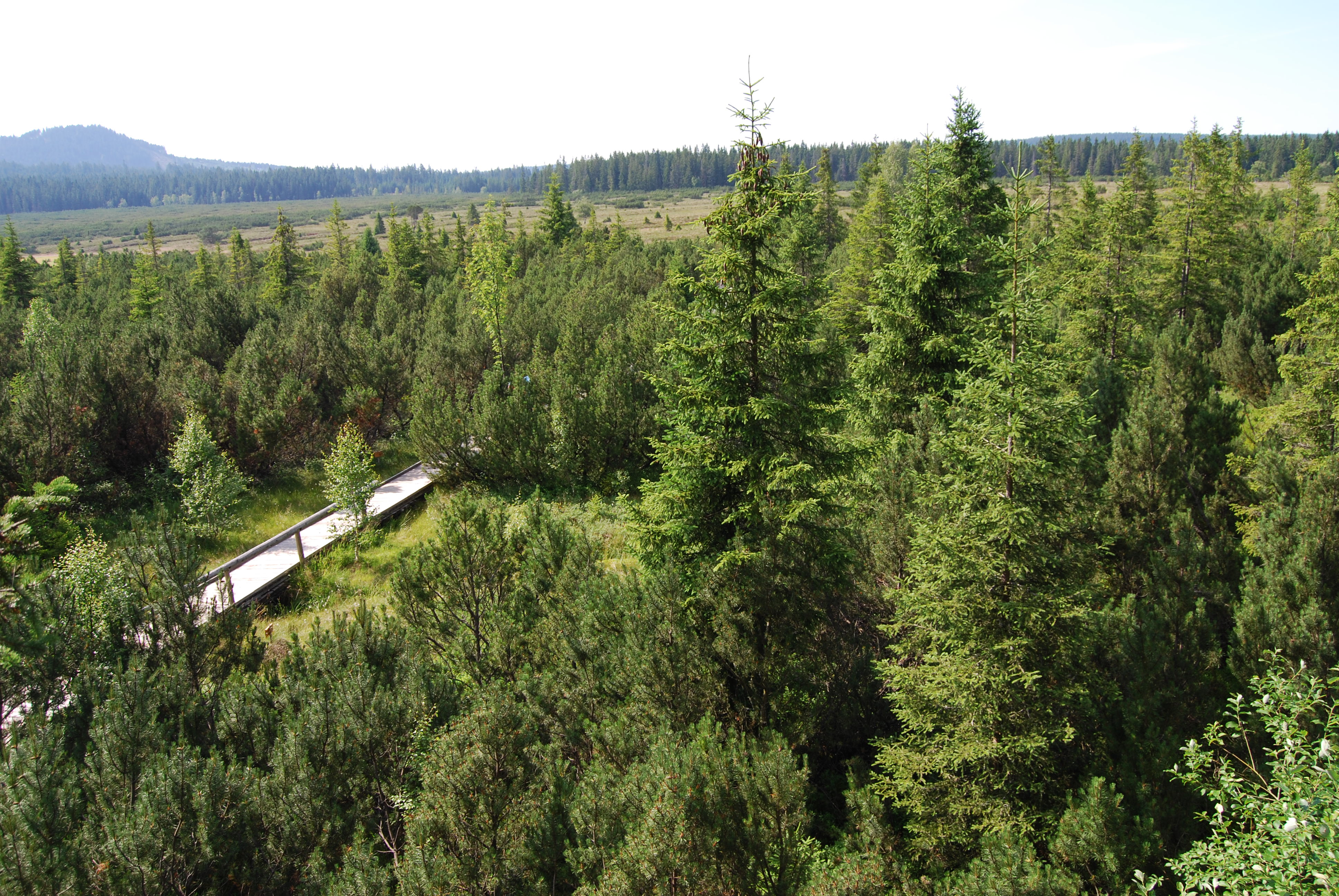
Pohled na Jezerní slať z vyhlídkové věže
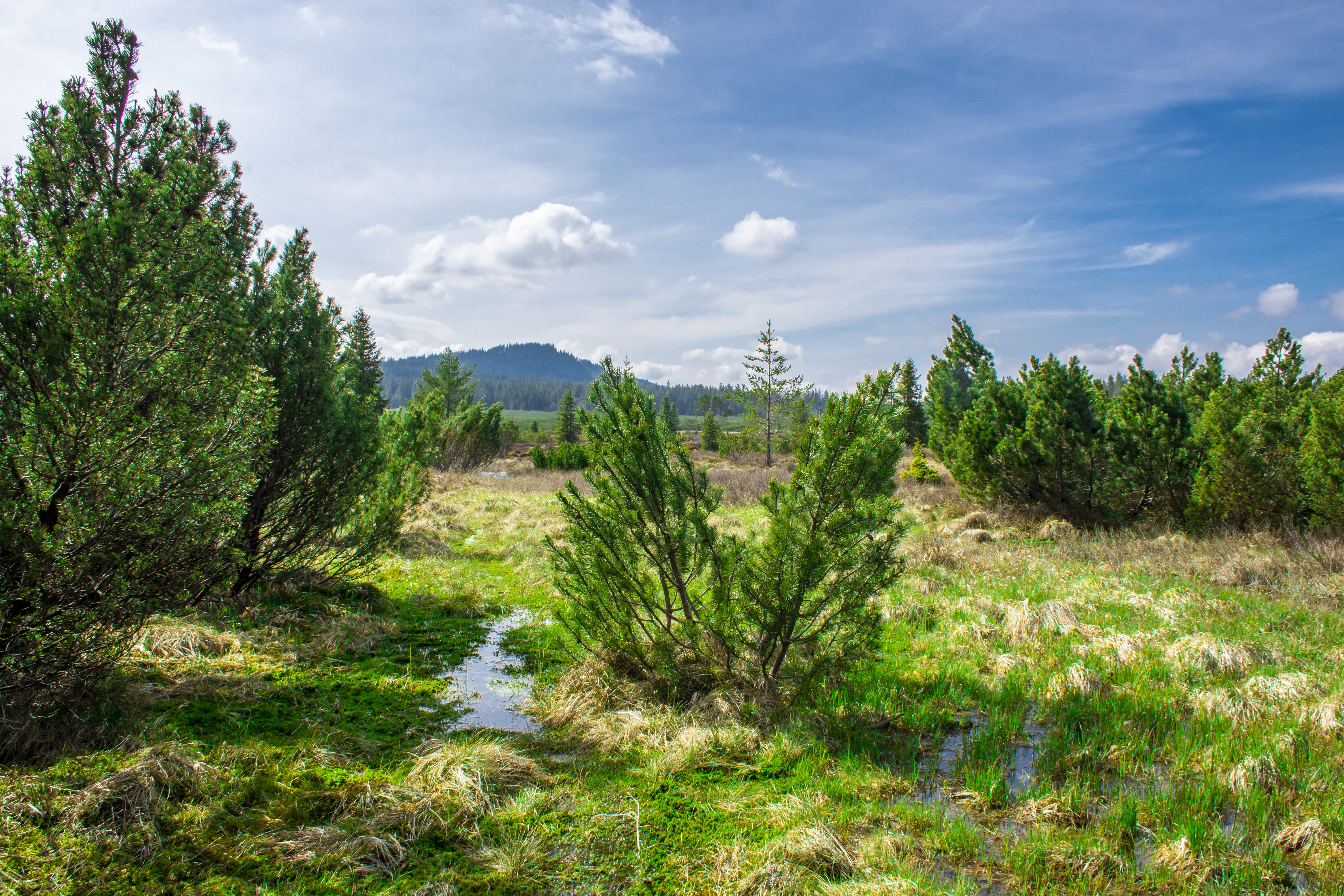
Jezerní slať
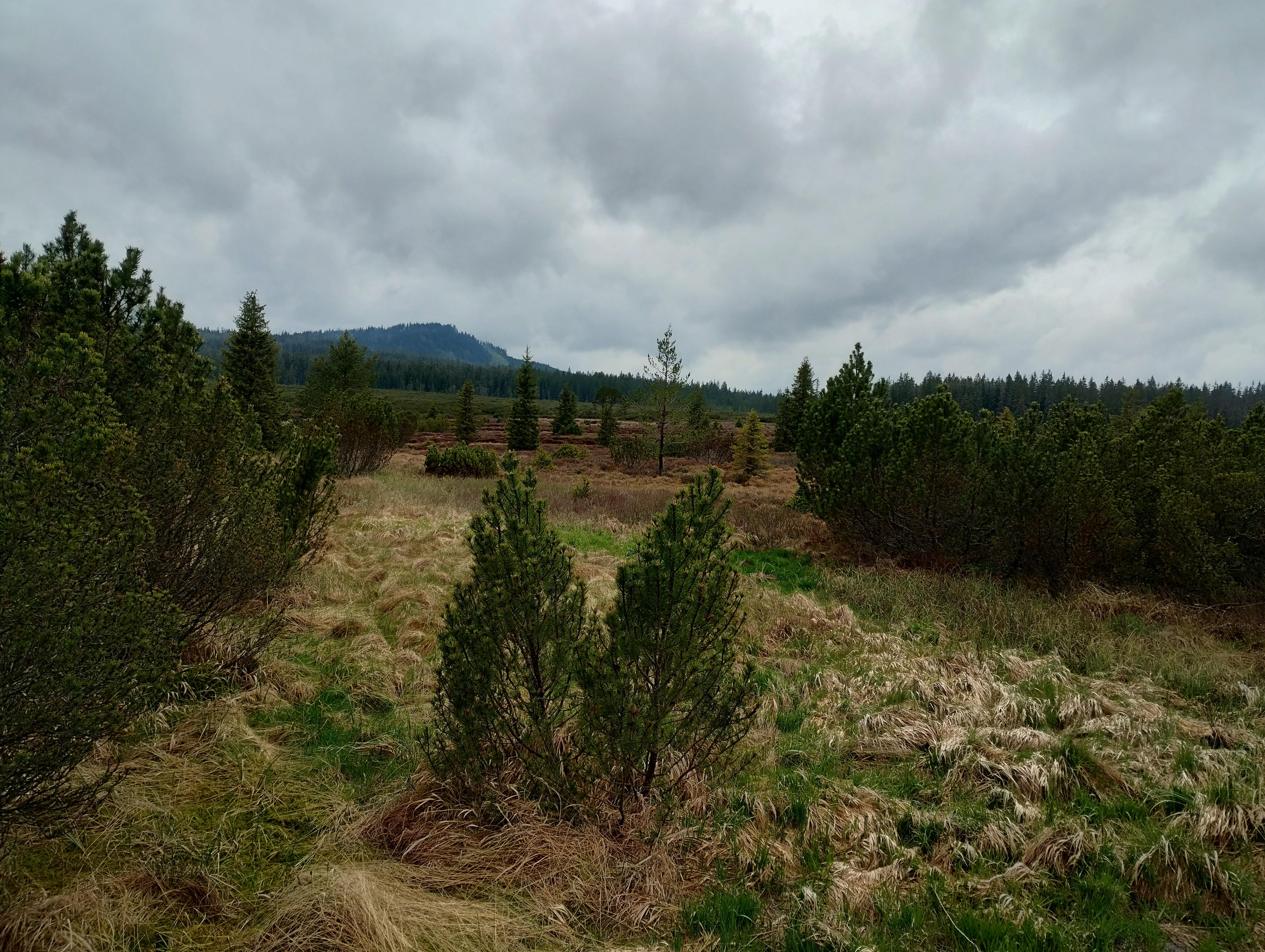
Pohled na Jezerní slať (květen 2025)
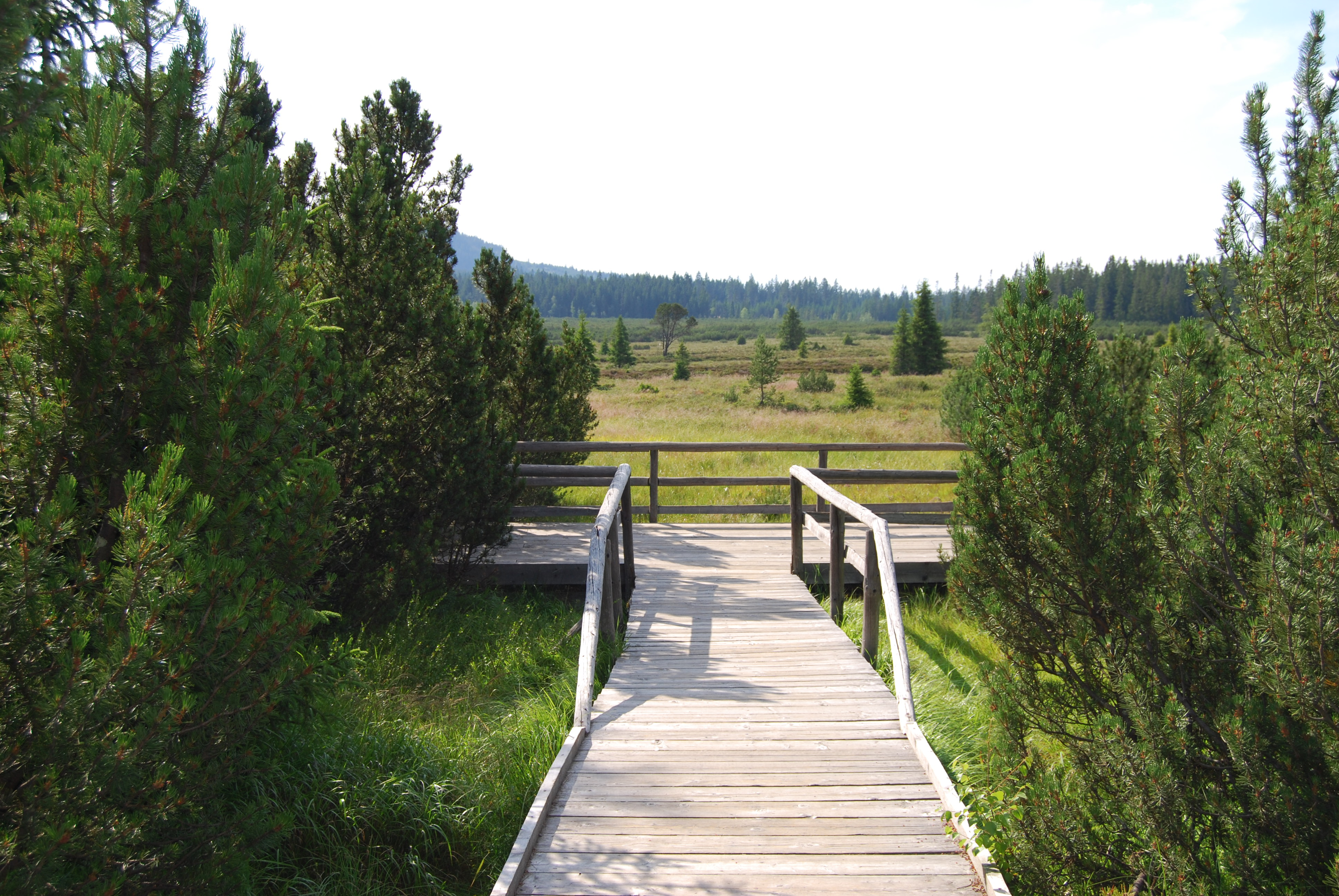
Pohled na rašeliniště